# کارستا گنیوس
کارستا گنیوس (انگلیسی: Carsta Genäuß؛ زادهٔ ۳۰ نوامبر ۱۹۵۹) قایقران کانو اهل آلمان بود.
وی در مسابقات کشوری و بین‌المللی در مجموع برندهٔ ۸ مدال طلا شده‌است.